# Berberis huegeliana
Berberis huegeliana är en berberisväxtart som beskrevs av Schneider. Berberis huegeliana ingår i släktet berberisar, och familjen berberisväxter. Inga underarter finns listade i Catalogue of Life.